# 坂出市消防本部
坂出市消防本部（さかいでししょうぼうほんぶ）は、香川県坂出市の消防部局（消防本部）。隣接する宇多津町の消防事務を受託している。

## 管内の現況
- 管内の人口- 69,802人
  - 坂出市 - 51,327人
  - 宇多津町 - 18,475人

2019年（平成31年）4月1日
- 管内の世帯数 - 30,055世帯
  - 坂出市 - 21,486世帯
  - 宇多津町 - 8,569世帯

2019年（平成31年）4月1日
- 管内の面積 - 100.59 km2
  - 坂出市 - 92.49 km2
  - 宇多津町 - 8.1 km2

2019年（令和元年）10月1日

## 沿革
【出典】
- 1949年（昭和24年）9月1日 - 坂出市消防本部が発足する。
- 1951年（昭和26年）4月1日 - 加茂村を坂出市に合併編入する。
- 1953年（昭和28年）4月1日 - 与島村を坂出市に合併編入する。
- 1954年（昭和29年）4月1日 - 府中村を坂出市に合併編入する。
- 1955年（昭和30年）1月1日 - 川津村の一部を坂出市に合併編入する。
- 1956年（昭和31年）7月1日 - 松山村と王越村を坂出市に合併編入する。
- 1965年（昭和40年）4月1日 - 救急業務を開始する。
- 1976年（昭和51年）4月1日 - 宇多津町の消防事務委託を受ける。
- 1994年（平成6年）4月1日 - 香川県防災行政無線システムの運用と香川県防災ヘリコプターの運行を開始する。

## 組織
【出典】
- 消防長（消防司令長）
  - 消防次長（消防司令）
    - 庶務課
      - 庶務係
      - 消防団係

    - 予防課
      - 予防係
      - 保安係
      - 防災警防係

    - 坂出市消防署
      - 番の州分署
      - 南部分署
      - 東部分遣所

## 消防署等
【出典】
消防署
| 消防署       | 郵便番号   | 所在地                           | 分署・分遣所                     | 竣工年月日                       |
| ------------ | ---------- | -------------------------------- | -------------------------------- | -------------------------------- |
| 坂出市消防署 | 〒762-0003 | 香川県坂出市久米町一丁目17番23号 | 番の州分署、南部分署、東部分遣所 | 1981年2月25日（1987年2月に増築） |

分署・分遣所
| 分署・分遣所 | 郵便番号   | 所在地                      | 竣工年月日    |
| ------------ | ---------- | --------------------------- | ------------- |
| 番の州分署   | 〒762-0063 | 香川県坂出市番の州公園3番地 | 1978年5月31日 |
| 南部分署     | 〒762-0036 | 香川県坂出市花町6番11号     | 1990年3月15日 |
| 東部分遣所   | 〒762-0012 | 香川県坂出市林田町152番地1  | 1982年2月27日 |